# Kamniti napisi v Katmandujski dolini
Kamniti napisi v Katmandujski dolini so stare kamnite plošče, stebri in podstavki, na katerih je izrezljano besedilo. So najpomembnejši viri za zgodovino Nepala. Velika večina napisov, najdenih v Nepalu, izhaja iz Katmandujske doline, kjer so vseprisotni elementi na območjih dediščine. Sestavljajo jih kraljevi edikti in posvetne opombe o hindujskih in budističnih templjih, stupah, kipih, vodnih izlivih in drugih arhitekturnih strukturah. 
Zgodnji napisi so iz obdobja Licchavidov in segajo od 5. do 9. stoletje. Jih je več kot 170 in izklesani v sanskrtskem jeziku in Gupta pisavi . Napisi od 14. stoletja naprej, ki so najbolj številni, so v nepalskem jeziku (nepal bhasa) in nepalski pisavi . Najzgodnejši napis v Nepal Bhasa je datiran iz obdobja Nepala 293 (1173 n. št.) .

## Najstarejši napisi
Najstarejši datirani napis v Katmanduju sega v leto 107 iz obdobja Šaka, ki ustreza 184/185 n. št.. Ta datum so sprejeli vsi zgodovinarji, razen Dinesh Chandra Regmi, ki ga je dodelil obdobju Gupta (začeta 320 n. št.). Paleografsko on pravi, da je blizu napisu Samudra Gupte iz Allahabada (360 n. št.). Napis je izklesan v Guptinih znakih, znanih tudi kot pisava brahmi (brāhmī - pisava boga Brahme), na podstavku kipa kralja Jayavarmana. Leta 1992 je bila odkrita na gradbišču v Maligaonu. Jezik je sanskrt. 
Pred tem odkritjem je razlikovanje najstarejšega napisanega kamna v dolini potekalo z napisom na stebru, nameščenem poleg templja Čangu Narajan v Bhaktapurju, ki je posvečen hindujskemu božanstvu Višnuju. Vpisan je bil leta 383, kar ustreza 464 n. št.. Napisan je v sanskrtskem jeziku in Gupta znakih. 

## Večjezični napisi
Med tisoči napisov v nepalskem jeziku, ki so raztreseni po Nepalski mandali ali v Katmandujski dolini in njeni soseski, je tudi nekaj drugih napisov v drugih jezikih. Poliglotski napis kralja Pratapa Malla iz obdobja Nepal 774 (1654 n. št.) na Katmandujskem kraljevem trgu je primer njegovega jezikovnega zanimanja. Masivni kamen z iztoki za razdeljevanje vode potnikom je izklesan v 15 jezikih, vključno z angleščino, francoščino in perzijščino. 
V Katmandujski dolini so bili najdeni trije napisi, napisani v nepalščini (Khas Kura, Gorkhali), vsi od njih iz obdobja Pratap Malla, vednega v politiki Kantipurja. Obstaja en v Makhanu z datumom 1641 n. št.. Čeprav priznava Jaya Laxmi Malla, oče Pratapa Malla, je datum zelo blizu uradnemu začetku vzpona Pratapa Malla na prestol. Drugi pri Guheswariju nosi ime Pratap Malla. Še en znamenit kamnit napis Pratap Malla, ki je nameščen v ribniku Rani Pokhari, vsebuje zapise v treh jezikih: sanskrtu, nepalskem in nepal bhasa. Datiran je v obdobje Nepal 790 (1670 n. št.) in opisuje gradnjo Rani Pokhari in njegov verski pomen. 
V kompleksu stupe Svajambu je nameščen velik kamnit napis z besedili v nepal bhasi in tibetanščini. Piše o prenovi stupe v letih 1751-1758. Epitaf na nagrobniku kapucinskega misijonarja po imenu Francesco della Penna, ki je umrl in je bil pokopan v Patanu leta 1745, vsebuje besedila v latinščini in nepal bhasa. 

## Galerija
- Napisi v Svajambu, Katmandu.
- Napis iz obdobja Nepal 1021 (1901 n. št.) v Dhalasikva, Katmandu.
- Napis v nepal bhasa datiran v nepal sambat 902 (1782 n. št.) v Svajambu.
- Napis v nepal bhasa v Asanu datiran  v nepal sambat 1044 (1924 n. št.).
- Napis v nepalski pisavi v Svajambu, Katmandu.
- Napis v nepal bhasa in nepalski pisavi datiran v obdobje Nepal 821 (1701 n. št.).
- Napis v Balambuju
- Napis datiran 25. marca 2014 v Kamalachhi